# داروین چاوز
داروین چاوز (اسپانیایی: Dárvin Chávez‎؛ زادهٔ ۲۱ نوامبر ۱۹۸۹) بازیکن فوتبال اهل مکزیک است.
از باشگاه‌هایی که در آن بازی کرده‌است می‌توان به باشگاه فوتبال مونتری اشاره کرد.
وی در مسابقات کشوری و بین‌المللی در مجموع برندهٔ ۲ مدال طلا شده‌است.